# Jens Ernst Mohr
Jens Ernst Mohr es un deportista danés que compitió en remo. Ganó una medalla de oro en el Campeonato Mundial de Remo de 1992, en la prueba de scull individual ligero.

## Palmarés internacional
| Campeonato Mundial | Campeonato Mundial | Campeonato Mundial | Campeonato Mundial      |
| Año                | Lugar              | Medalla            | Prueba                  |
| ------------------ | ------------------ | ------------------ | ----------------------- |
| 1992               | Montreal (Canadá)  | Medalla de oro     | Scull individual ligero |